# Constante fondamentale
 (5 août 2013).
En physique, une constante fondamentale est une grandeur fixe, intervenant dans les équations de la physique, qui ne peut pas être déterminée par une théorie sous-jacente dont les équations seraient un cas limite ou une théorie effective.
C'est donc un statut provisoire, car il se peut qu'une théorie plus fondamentale apparaisse qui permette la détermination d'une constante « fondamentale » pour un certain niveau de théorie effective.

## Dimension
Lorsqu'une grandeur fixe est sans dimension, sa valeur ne dépend pas d'un choix d'unités, et alors cette valeur dit quelque chose de la nature même du monde physique tel qu'observé. L'exemple le plus connu est la constante de structure fine.

## Système international d'unités
| Nom de la constante                                                                              | Symbole                                 | Valeur numérique                        | Incertitude relative           |
| ------------------------------------------------------------------------------------------------ | --------------------------------------- | --------------------------------------- | ------------------------------ |
| Fréquence de la transition hyperfine de l'état fondamental de l'atome de Césium 133 non perturbé | {\displaystyle \Delta \nu _{\text{Cs}}} | 9 192 631 770 Hz                        | Exacte (définit la seconde)    |
| Célérité de la lumière dans le vide                                                              | {\displaystyle c}                       | 299 792 458 m s−1                       | Exacte (définit le mètre)      |
| Constante de Planck                                                                              | {\displaystyle h}                       | 6,626 070 15 × 10−34 kg m2 s−1 (ou J s) | Exacte (définit le kilogramme) |
| Charge élémentaire                                                                               | {\displaystyle e}                       | 1,602 176 634 × 10−19 A s               | Exacte (définit l'ampère)      |
| Constante de Boltzmann                                                                           | {\displaystyle k_{\text{B}}}            | 1,380 649 × 10−23 J K−1                 | Exacte (définit le kelvin)     |
| Nombre d'Avogadro                                                                                | {\displaystyle N_{\text{A}}}            | 6,022 140 76 × 1023 mol−1               | Exacte (définit la mole)       |

Ces constantes, fixées le 20 mai 2019, permettent à leur tour de définir les sept unités de base du Système international d'unités (seconde, mètre, kilogramme, ampère, kelvin, mole et candela). Ces nouvelles définitions améliorent le SI sans changer la valeur des unités.

## Constante de structure fine
{\displaystyle \alpha ={\frac {e^{2}}{4\pi \varepsilon _{0}\hbar c}}}

## Variabilité
Dans tous les cas, ces constantes sont censées ne pas varier dans le temps ou dans l'espace.
Cependant, d'après certaines observations ou théories , il se pourrait que cela ne soit pas le cas, ce qui remettrait en cause certaines théories actuelles en physique.
De plus, le nombre de constantes fondamentales n'est pas tout à fait décidé : la constante de Boltzmann, par exemple, pose encore problème.
L'objectif des physiciens est justement de trouver une théorie qui n'aurait pas besoin de poser la valeur de constantes fondamentales.